# Луїзіана
Луїзіана (англ. Louisiana) — штат у США, над Мексиканською затокою. Площа — 123,7 тис. км². Населення — 4,4 млн мешканців (30 % — чорношкіре населення). Столиця — Батон-Руж. Головні міста: порт Новий Орлеан, Шривпорт, Лафаєтт, Лейк-Чарльз. Примексиканська низовина з дельтою Міссісіпі. 40 % території — ліси.

## Географія
На заході Луїзіана межує з Техасом, на півночі — з Арканзасом, на сході — з Міссісіпі, на півдні територія обмежена водами Мексиканської затоки. Територія штату чітко поділяється на дві частини — «верхню» й «нижню». Остання характеризується великою кількістю болотистих низовин.
Найвища точка — пагорб Дрискілл, висота над рівнем моря — всього 163 м.

## Економіка
Видобуток нафти, газу, сірки; нафтопереробна, хімічна, металургійна (алюміній) промисловість; вирощування бавовни, цукрової тростини, сої; судноплавство; нафтогазопроводи.

## Населення
Населення сучасного штату за переписом 2000 року складається з білих (63 %), чорних (32 %), азійців (5 %) та інших. 92 % вважають рідною англійську мову, 5 % — французьку, 3 % — іспанську.
Непрості расові відносини різко напружились після входження Луїзіани до складу США, продовжують захмарюватися численними расовими непорозуміннями та відкритими протистояннями (виступи афроамериканців після урагану Катріна, криваві події й масові мітинги в невеликому місті Джена у 2007 році).

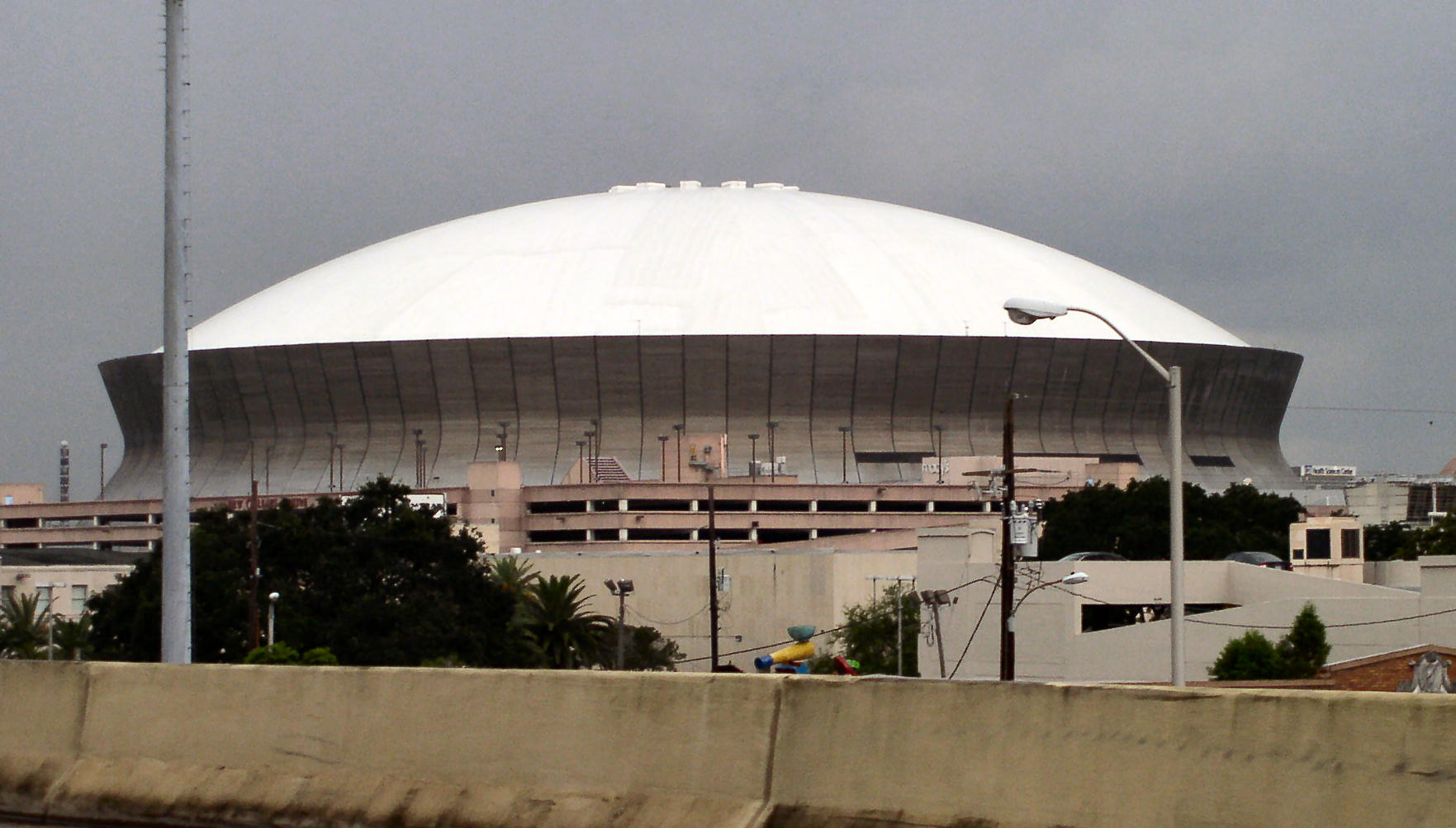
Стадіон «Супердоум» в Луїзіані

### Креоли й каджуни
Креоли й каджуни французького походження домінують на більшій частині півдня штату Луїзіани. Обидві групи мають свою мову і культуру, але йде змішування культур і мов. Каджуни — нащадки французів, насильно виселених британцями з території Акадії (зараз Нова Шотландія). Креоли з Луїзіани поділяються на дві групи: білі креоли-французи й чорні (кольорові) креоли. Білі креоли-французи переважно французького й іспанського походження, але також можуть походити від італійців, ірландців або німців. Чорні креоли переважно представляють суміш африканської, французької, іспанської та індіанської спадщин.

### Афроамериканське й франко-африканське населення
Луїзіана посідає друге місце серед штатів США за кількістю афроамериканців, які проживають на її території (32,5 %), поступаючись лише сусідньому Міссісіпі (36,3 %).

### Біле населення на півночі
Білі британського походження переважають на півночі Луїзіани. Ці люди переважно мають англійське, уельське та шотландсько-ірландське коріння і поділяють спільні з сусідніми штатами культуру й протестантську релігію.

### Інші європейці
Перед продажем Луїзіани кілька німецьких сімей переселилося в сільську місцевість уздовж річки Міссісіпі, в місце, яке пізніше стало відомим як Німецький берег. Вони змішалися з суспільством креолів і каджунів. Оскільки Новий Орлеан — великий порт і третє за добробутом місто країни, це приваблювало сюди численних ірландських, італійських та німецьких іммігрантів, які спочатку переважно були католиками.

### Азійці в Америці
Азійське населення Луїзіани охоплює нащадків китайських робітників, які прибули сюди в XIX і на початку XX століть. У 1970-ті та 1980-ті в Мексиканську затоку прибули численні біженці з В'єтнаму й південно-східної Азії, щоб працювати у сфері риболовної промисловості та видобутку креветок. Близько 95 % азійського населення Луїзіани сконцентровано в Новому Орлеані. У 2006 році було підраховано, що в Луїзіані проживає близько 50 000 людей азійського походження.

## Мовний склад населення (2010)
| Мови        | Частка людей старше 5 років, % |
| ----------- | ------------------------------ |
| Англійська  | 91,26                          |
| Іспанська   | 3,30                           |
| Французька  | 2,79                           |
| В'єтнамська | 0,59                           |
| Каджунська  | 0,51                           |
| Китайська   | 0,16                           |
| Арабська    | 0,15                           |
| Креольська  | 0,15                           |
| Німецька    | 0,14                           |
| Тагальська  | 0,08                           |
| інші        | 1,03                           |

## Судова система і злочинність
Судова влада в Луїзіані складається з системи судів, які тлумачать і застосовують цивільне й кримінальне право. Верховний суд Луїзіани є вищим судом штату. Є також п'ять апеляційних судів, 43 районних суди, п'ять судів у сімейних справах або справах неповнолітніх, 48 міських судів і три парафіяльних суди.
Згідно зі статистикою ФБР, це 10 найнебезпечніших міст в Луїзіані за 2020 рік:
1. Хаммонд
2. Опелусас
3. Олександрія
4. Марксвілл
5. Бастроп
6. Кроулі
7. Монро
8. Уокер
9. Уест Монро
10. Лісвілл

## Особливості
Французький квартал в Новому Орлеані, джаз, ресторани, «Марді гра»; дельта річки Міссісіпі, національний парк Жана Лафітта, національний історичний парк Чалмет.

## Відомі люди
- Луї Армстронг,
- П. Борго,
- Г'юї Лонг

## Історія
У давнину територію штату населяли індіанці племен атакапа, туніка-білоксі, читімача, чокто, натчез та ін.
Починаючи з експедиції Ернандо де Сото (1539—1542), територія нинішньої Луїзіани була відкрита й освоєна іспанцями. З колоніальних підприємств Кавальє де ла Саля в 1680-х роках почалася французька колонізація регіону. 1682 року він з загоном дістався до Міссісіпі, спустився майже до її гирла й оголосив весь басейн річки володінням Франції. Діяльність Ла Саля була схвалена королем Франції, він був призначений губернатором нової колонії Луїзіана (названа ім'ям Людовика XIV) і на чотирьох кораблях з колоністами вирушив обживати нове володіння. Устя Міссісіпі відразу не знайшли, втратили один корабель, інший захопили іспанці. Колоністи, які висадилися на берег, бідували, звинувачували у своїх бідах Ла Саля і врешті-решт розправилися з ним. Однак колонія мало-помалу набирала чинності, і в 1718 році було засновано місто Новий Орлеан. В 1763 році східна частина території Луїзіани опинилася під контролем англійців, західна відійшла спершу до іспанців, потім, у 1800 році, до французів.

### Колоніальна Луїзіана
Населення Луїзіани зазнало значних змін протягом своєї історії. Під час французького та іспанського режимів в Луїзіані сформувалася мультирасова ієрархічна драбина з трьома головними складовими: білі плантатори (спочатку вихідці з Європи: Іспанії та Франції), а потім народжені тут креоли та їхні сім'ї, які становлять еліту колоній. Далі за ними слідували кольорові — вільне населення змішаного європейсько-індіансько-африканського походження, особливо швидко розвивалося в умовах інституту пласаж (співжиття білих панів і кольорових дівчат), а також негри-раби з Африки. Як і в Латинській Америці, кордони між цими приблизно рівними трьома групами були нечіткими, тому була висока мобільність населення при досить патріархальному укладі життя. Основними мовами колоніального періоду були французька (особливо в місті Новий Орлеан — на той момент столиці) і іспанська (в муніципалітеті Сен-Бернард).
За часів іспанського правління в середині XVIII століття кілька тисяч акадійців, гнаних Британією з території Нової Шотландії, приїжджали сюди, осідаючи переважно в південно-західній частині Луїзіани, нині відомої як Акадіана. Акадійців іспанський уряд прийняв добре, а їхніх нащадків стали називати «кахунс».

### Луїзіана в складі США

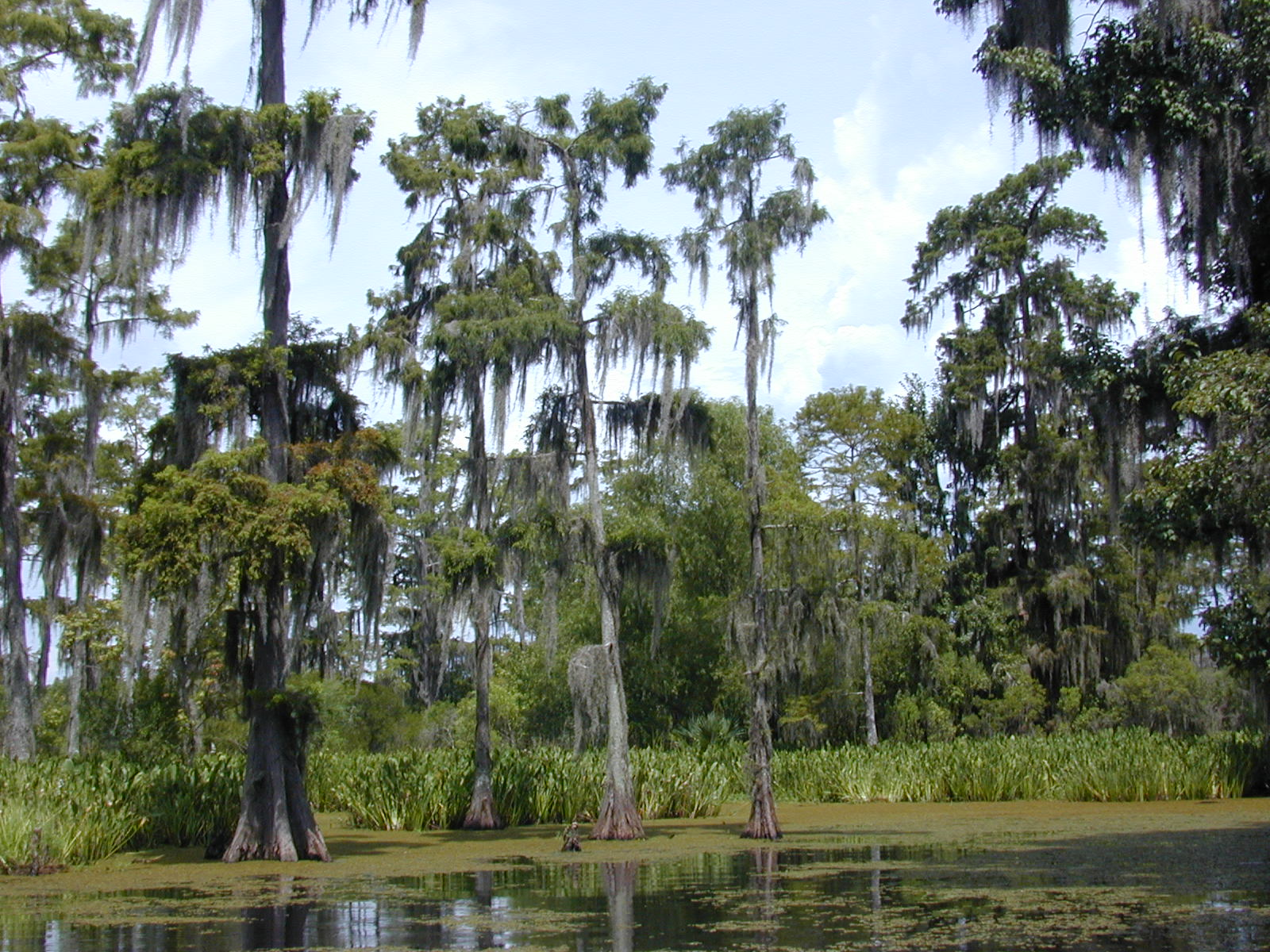
Болота на півдні Луїзіани. Болотяні кипариси

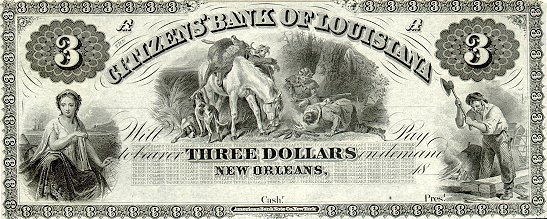
Три луїзіанські долари, середина XIX століття

Коли в 1776 році США здобули незалежність, їх стала турбувати європейська присутність на західних кордонах і можливість безперешкодного доступу до річки Міссісіпі. У міру того, як американці просувалися на захід, вони виявили, що Аппалачі створювали перешкоду в просуванні товарів на схід. Найлегшим шляхом сплавляти продовольство було використовувати пліт для переправлення вниз за течією Огайо й Міссісіпі в порт Новий Орлеан, де товар вантажився на судна, що прямували через океан. Проблема полягала в тому, що іспанці володіли обома берегами Міссісіпі за поселенням Начез. В амбітні плани Наполеона входило створення нової імперії, заснованої на торгівлі цукром між країнами Карибського басейну. Луїзіана в цьому контексті служила своєрідним складом для всієї цукрової продукції. Але через неуспіхи в захопленні цукрових островів (Санто Домінго) і через брак коштів на ведення війни в Європі Наполеон вирішив продати ці території.
Входження Луїзіани до складу США обернулося справжньою трагедією для неороманського укладу життя, який встиг сформуватися в XVII—XVIII століттях.
Англійці й німці, які масово переселяються до Луїзіани в XIX—XX століттях, зробили все можливе, щоб витіснити спочатку французьку та іспанську мови, а потім розправитися і з м'якою, дуже демократичною структурою місцевої громади, яка поєднала риси трьох громад регіону. Спочатку в штаті встановлюється повна сегрегація рас, потім запроваджується правило однієї краплі крові, поширює свій вплив Ку-клукс-клан, встановлюються закони Джима Кроу. В XIX столітті в Мексику переїжджає основна маса вільного кольорового населення, залишки якого були зведені до становища негрів-рабів. Проте чорне та кольорове населення (корінні франко-креоли й афроамериканці) переважало в Луїзіані до 1900 року.
З іншого боку, США зберегли в Луїзіані її традиційне право (франкомовні кодекси були перекладені на англійську мову). В наш час Луїзіана — єдиний штат США, де в загальних рисах діє континентальне громадянське право, що походить від римського права, тоді як англосаксонське загальне право, що базується на прецеденті, проникло сюди лише в дуже слабкому ступені.
Після утворення США східна частина Луїзіани увійшла до складу нової держави. 20 грудня 1803 року відбулося найбільше придбання в історії США — Сполучені Штати купили у наполеонівської адміністрації також і західну Луїзіану за суму в 15 мільйонів американських доларів (див. Луїзіанська покупка). Територія провінції була розділена між кількома штатами.
У 1849 році столиця Луїзіани за пропозицією тодішнього губернатора А. Джонсона була перенесена з Нового Орлеана в Батон-Руж.
Громадянська війна в США зруйнувала економіку плантацій. Відновлення йшло повільно, але в 1930-х роках Луїзіана стала одним зі світових центрів переробки нафти зі свердловин Мексиканської затоки.

## Сучасна Луїзіана
Сучасна Луїзіана є центром соціальної напруженості в США.